# 임실초등학교 학암분교
임실초등학교 학암분교는 대한민국 전북특별자치도 임실군 운암면 학암2길 17-5 (학암리)에 있었던 공립 초등학교이다.

## 연혁
- 1948년 11월 20일 운암국민학교 학암분교장 개교(설립인가 9월 15일)
- 1953년 6월 30일 학암국민학교 승격
- 1989년 3월 1일 임실국민학교 학암분교장 격하
- 1996년 3월 1일 임실초등학교 학암분교
- 1999년 3월 1일 폐교